# 汪應泰
汪應泰（1557年—？），字爾通，號和宇，山東東昌府臨清州民籍，直隸盧州府無為州人，明朝政治人物。

## 生平
萬曆十年（1582年）壬午科山東鄉試第五十名，萬曆十四年（1586年）丙戌科會試二百八十五名，登三甲第三十六名。兵部观政，本年六月授浙江諸暨縣知縣。擒盗魁七林等。调繁定海县。十九年十月行取，十一月擢升刑部主事，二十二年升员外郎，二十三年調兵部员外郎，本年升郎中，二十四年（1596年）升陕西鳳翔府知府，二十八年升四川副使、整饬松潘等处兵备道、抚治羌夷兼理粮饷，协讨播州杨应龙有功。以考察致仕。

## 家族
曾祖汪椿；祖父汪琇；父汪明，曾任壽官。母鄭氏。